# Töreboda

Törebodas vapensköld som representerar Göta kanal och järnvägen.

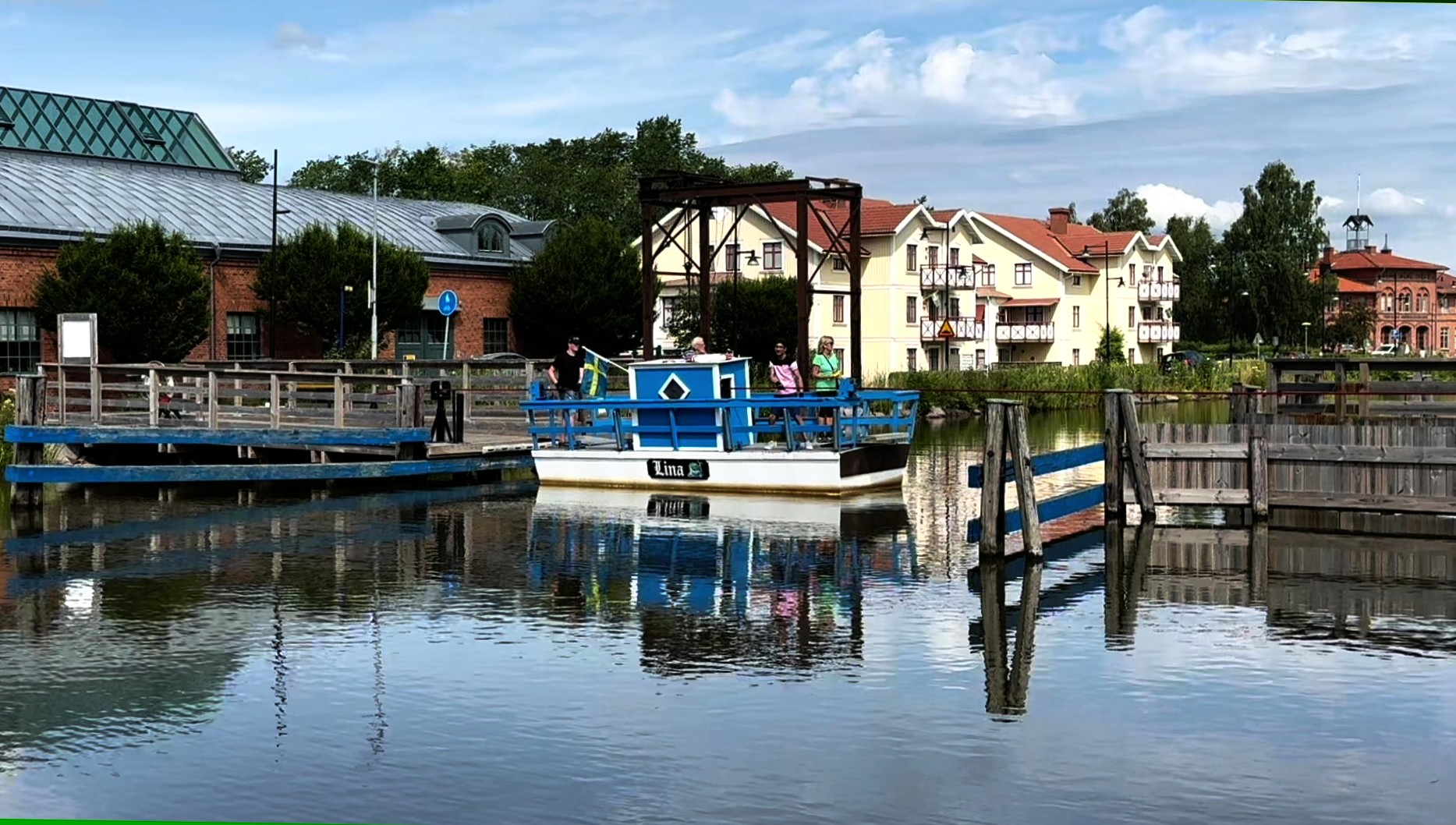
Färjan Lina i centrala Töreboda.

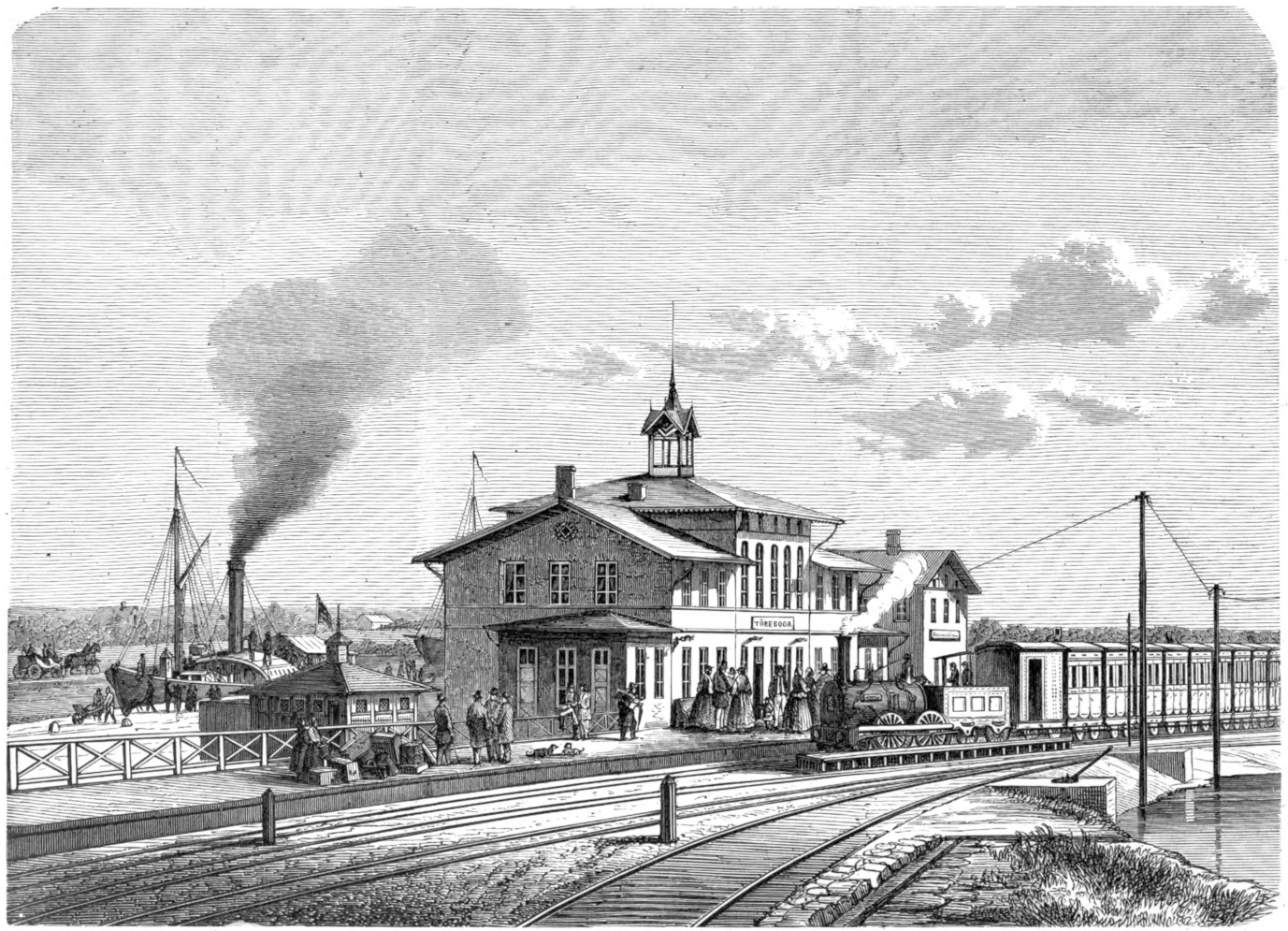
Töreboda station på 1860-talet.
Xylografi.

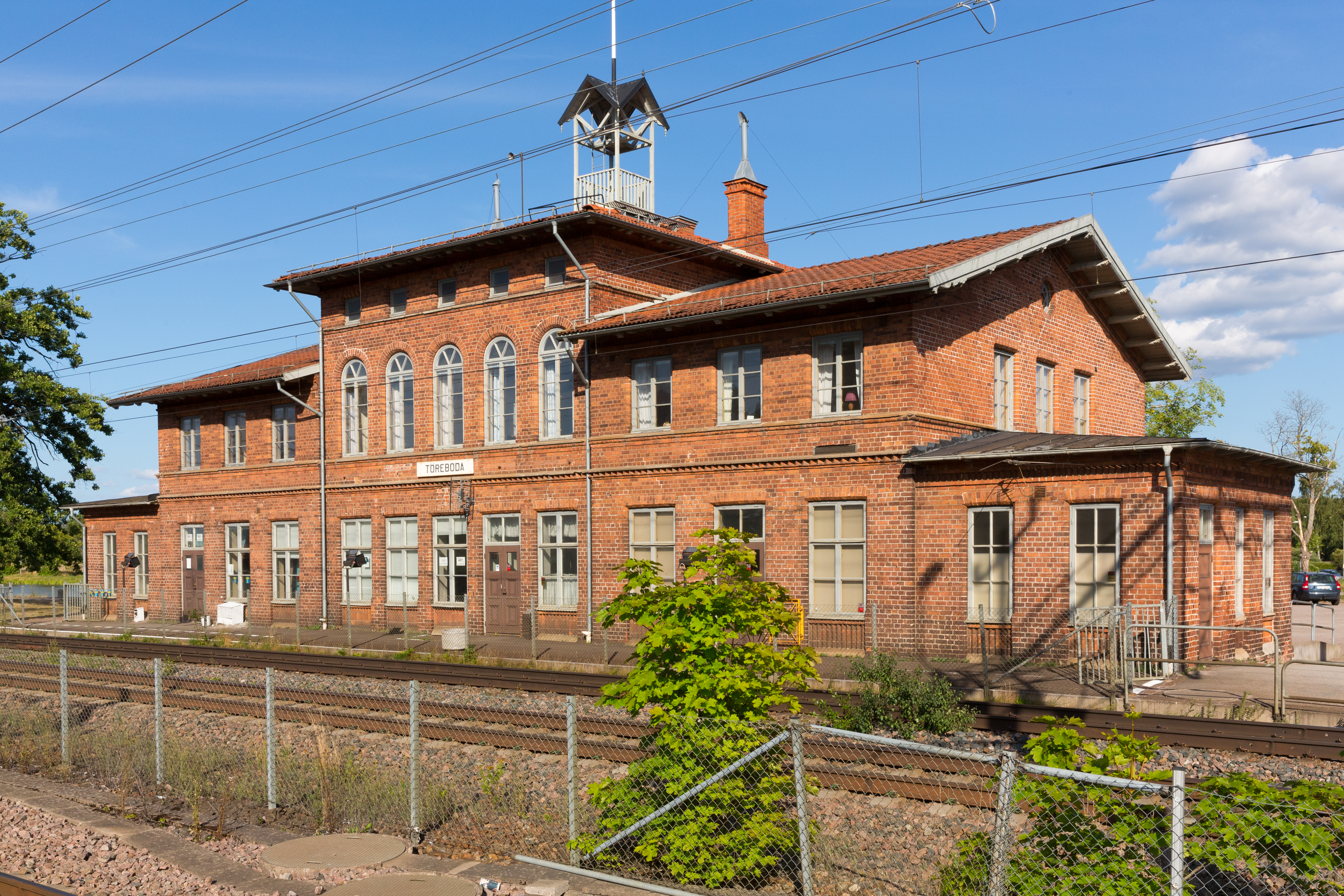
Järnvägsstationen i Töreboda 2018.

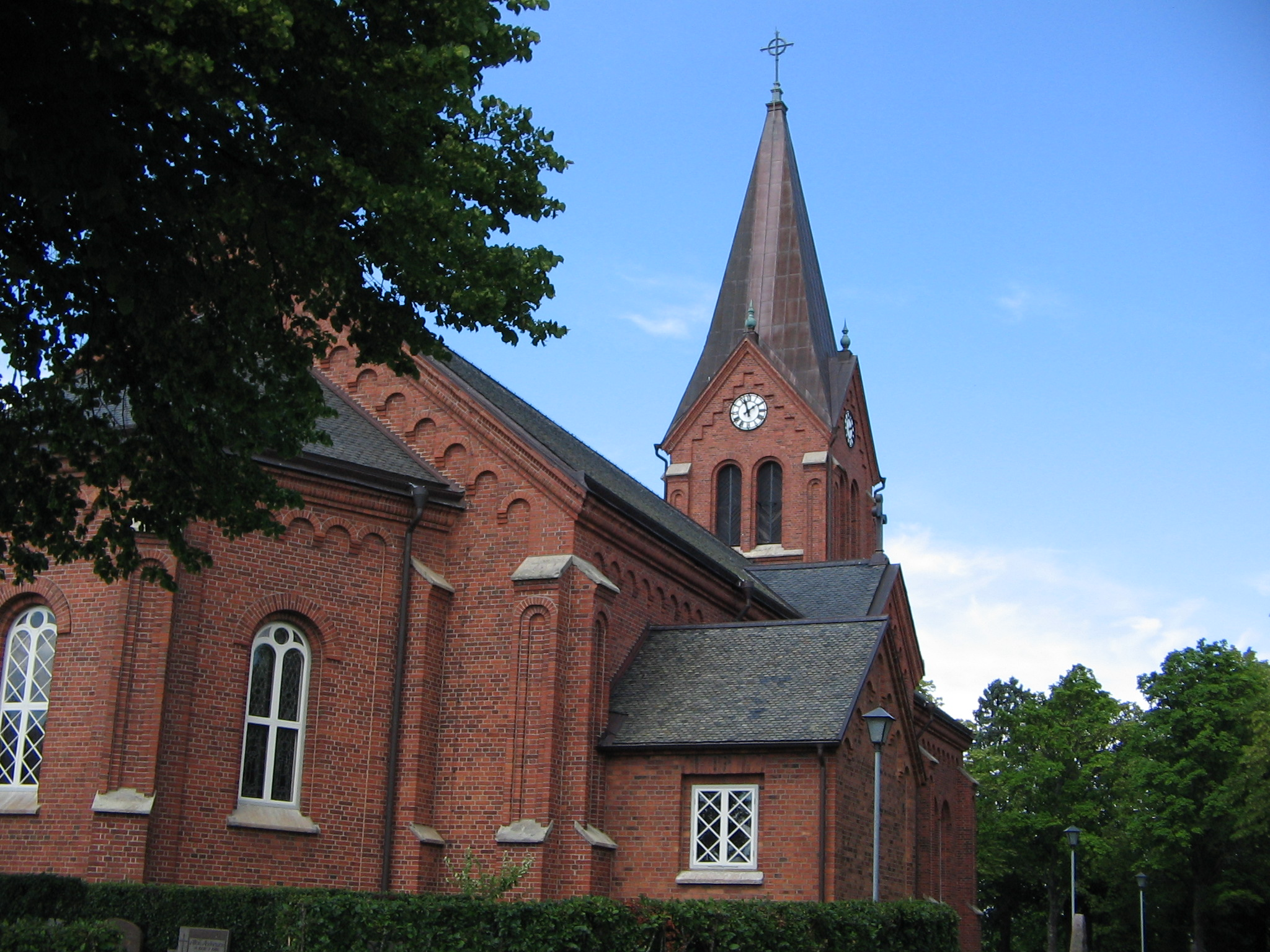
Töreboda kyrka.

Töreboda är en tätort i Västergötland, centralort i Töreboda kommun,  Västra Götalands län med 4 731 invånare (2023).
Töreboda är beläget vid järnvägslinjen Västra stambanan mellan Göteborg och Stockholm. Töreboda var under ett antal år på 1800-talet knutpunkt mellan järnvägen (innan den drogs vidare mot Stockholm) och Göta kanal. I Töreboda kommun återfinns kanalens högsta punkt, Lanthöjden.

## Historia
Den sista skenan på järnvägen i Töreboda lades den 25 juli 1859. Grunden som stationshuset står på ska ha varit sumpmark vilket föranlett kung Karl XV ska ha sagt "Här skall stationen ligga, även om jag ska fylla det här gyttjehålet med femöringar". På 1860-talet trodde man att Töreboda station skulle komma att bli en av banans viktigaste stationer med dess strategiska läge intill den relativt nybyggda Göta kanal. Mötet mellan de två transportmedlen ansågs på 1860-talet vara en garant för platsens betydelse men då Göta kanal kom att bli omodern i samma stund järnvägen invigdes fick aldrig platsen den betydelse som till exempel järnvägsbyggnadschefen Nils Ericson hoppats på. Stationen, som är bevarad från banans invigning, vittnar om stationens tänkta betydelse då det vid banans öppnande var mycket ovanligt med stora stenstationer annat än i de redan etablerade städerna.

### Administrativa tillhörigheter
Töreboda var och är belägen i Björkängs socken och ingick efter kommunreformen 1862 i Björkängs landskommun, där Töreboda municipalsamhälle inrättades 9 november 1883. Municipalsamhället med kringområde utbröts 1909 och bildade Töreboda köping. Köpingskommunen införlivade 1939 Björkängs socken/landskommun och uppgick 1971 i Töreboda kommun där Töreboda sedan dess är centralort.
I kyrkligt hänseende hör orten till Töreboda församling som före 1939 benämndes Björkängs församling.
Orten ingick till 1891 i Valla tingslag, därefter till 1948 i Vadsbo södra tingslag och sedan till 1971 i Vadsbo domsagas tingslag. Från 1971 till 2009 ingick Töreboda i Mariestads domsaga och orten ingår sedan 2009 i Skaraborgs domsaga.

### Befolkningsutveckling
1919 hade samhället 858 invånare.
| Befolkningsutvecklingen i Töreboda 1900–2020  | Befolkningsutvecklingen i Töreboda 1900–2020 | Befolkningsutvecklingen i Töreboda 1900–2020 | Befolkningsutvecklingen i Töreboda 1900–2020 | Befolkningsutvecklingen i Töreboda 1900–2020 |
| --------------------------------------------- | -------------------------------------------- | -------------------------------------------- | -------------------------------------------- | -------------------------------------------- |
|                                               |                                              |                                              |                                              |                                              |
| År                                            |                                              |                                              | Folkmängd                                    | Areal (ha)                                   |
| 1900                                          | 1900                                         |                                              | 723                                          | †                                            |
| 1960                                          | 1960                                         |                                              | 3 252                                        |                                              |
| 1965                                          | 1965                                         |                                              | 3 507                                        |                                              |
| 1970                                          | 1970                                         |                                              | 4 014                                        |                                              |
| 1975                                          | 1975                                         |                                              | 4 381                                        |                                              |
| 1980                                          | 1980                                         |                                              | 4 323                                        |                                              |
| 1990                                          | 1990                                         |                                              | 4 631                                        | 358                                          |
| 1995                                          | 1995                                         |                                              | 4 628                                        | 362                                          |
| 2000                                          | 2000                                         |                                              | 4 236                                        | 364                                          |
| 2005                                          | 2005                                         |                                              | 4 299                                        | 365                                          |
| 2010                                          | 2010                                         |                                              | 4 189                                        | 364                                          |
| 2015                                          | 2015                                         |                                              | 4 626                                        | 410                                          |
| 2020                                          | 2020                                         |                                              | 4 740                                        | 431                                          |
| † Befolkning runt ett municipalsamhälle 1900. |                                              |                                              |                                              |                                              |

## Näringsliv
I Töreboda har det länge funnits industrier, dels för jordbruket, men även industrier som Westerstrands, vars klockor kan ses bland annat på perrongerna i Stockholm och Göteborg samt i många idrottsanläggningar landet runt, och Daloc som är ledande i Norden på säkerhetsdörrar och branddörrar. Töreboda limträ (idag Moelven Töreboda AB), som är idag Europas äldsta limträfabrik, etablerade sig 1918 och har levererat limträbågar till bland annat Stockholms centralstation under 1920-talet samt gett upphov till namnet Törebodabågar. Töreboda Ur Finmekaniska AB är en avknoppning från Westerstrands Ur.

### Bankväsende
Töreboda allmänna sparbank grundades 1877 och verkade som fristående sparbank fram till 1971 när den uppgick i Sparbanken Norra Skaraborg, sedermera en del av Swedbank.
Skaraborgs läns enskilda bank hade representation i Töreboda från 1870-talet.
Nordea stängde sitt kontor år 2015. Den 26 mars 2018 stängde även Swedbank kontoret i Töreboda. Därefter har Töreboda inga bankkontor.

## Kultur
- Punkgruppen Asta Kask kommer från Töreboda.
- Törebodafestivalen äger rum vart tredje år.
- Flera Kapten Stofil-äventyr utspelar sig i Töreboda.
- Göta kanal 3 – Kanalkungens hemlighet är till största del inspelad i Hajstorp utanför Töreboda och färjan Lina.
- Huvudkaraktären Ezra i spelet Abeyance är född i Töreboda.[17]
- "Elfelet i Töreboda" är en låt av bandet Som Åska som handlar om tågstrul utanför Töreboda.[18]

## Idrott
Viken runt är en cykeltävling  runt sjön Viken som går av stapeln varje år i Töreboda med start och målgång vid Halna kyrka. 85% av sträckan körs på grus och 15% på asfalt och är totalt 7-8 mil lång alternativt 13 mil lång. Fotbollsklubben Töreboda IK grundades 1907.

## Kända personer från Töreboda
- Asta Kask, punkband
- Gertrud Almqvist-Brogren, författare
- Jimmy Bölja, svensk musiker
- Martin Ekenberg, uppfinnare, född och uppväxt i Töreboda
- Erland Hedström, ingenjör, uppväxt och verksam i Töreboda
- Gustaf Hedström, operasångare
- Emil Kramer, speedwayförare
- Greta Lindgren, operasångare
- Elisa Lindström, sångerska från Töreboda
- Allan Mann, militär, uppväxt i Töreboda
- Fredrik von Otter, statsminister 1900–1902
- Jonas Uddenmyr, svensk skådespelare
- Kia Östling, skådespelare